# Caselle in Pittari
Caselle in Pittari é uma comuna italiana da região da Campania, província de Salerno, com cerca de 2.024 habitantes. Estende-se por uma área de 44 km², tendo uma densidade populacional de 46 hab/km². Faz fronteira com Casaletto Spartano, Morigerati, Rofrano, Sanza, Torre Orsaia.

## Demografia
| Variação demográfica do município entre 1861 e 2011                               |
|                                                                                   |
| Fonte: Istituto Nazionale di Statistica (ISTAT) - Elaboração gráfica da Wikipedia |